# Cabanillas del Campo
Cabanillas del Campo é um município da Espanha na província de Guadalajara, comunidade autónoma de Castilla-La Mancha, de área 34,70 km² com população de 8905 habitantes (2008) e densidade populacional de 256,63 hab./km².

## Demografia
| Variação demográfica do município entre 1991 e 2004 | Variação demográfica do município entre 1991 e 2004 | Variação demográfica do município entre 1991 e 2004 | Variação demográfica do município entre 1991 e 2004 |
| --------------------------------------------------- | --------------------------------------------------- | --------------------------------------------------- | --------------------------------------------------- |
| 1991                                                | 1996                                                | 2001                                                | 2004                                                |
| 1068                                                | 2285                                                | 4987                                                | 6450                                                |